# My Ride's Here
My Ride's Here è l'undicesimo album in studio del cantautore statunitense Warren Zevon, pubblicato nel 2002.

## Tracce
1. Sacrificial Lambs (Larry Klein, Warren Zevon) – 3:55
2. Basket Case (Carl Hiaasen, Zevon) – 3:37
3. Lord Byron's Luggage (Zevon) – 4:35
4. Macgillycuddy's Reeks (Paul Muldoon, Zevon) – 3:04
5. You're a Whole Different Person When You're Scared (Hunter S. Thompson, Zevon) – 5:14
6. Hit Somebody! (The Hockey Song) (Mitch Albom, Zevon) – 5:26
7. Genius (Klein, Zevon) – 5:01
8. Laissez-Moi Tranquille (Serge Gainsbourg) – 3:32
9. I Have to Leave (Dan McFarland) – 3:05
10. My Ride's Here (Muldoon, Zevon) – 3:41